# Eurycyde
Eurycyde – rodzaj kikutnic z rzędu Pantopoda i rodziny Ascorhynchidae.

## Morfologia
Kikutnice te charakteryzują się gruszkowatym ryjkiem umieszczonym po brzusznej stronie szypułkowatego, walcowatego przedłużenia części głowowej. Szczękoczułki (chelifory) zbudowane są z dwuczłonowego, chudego, zaopatrzonego w długie kolce grzbietowe trzonka oraz drobnych, szczątkowo wykształconych szczypiec. Nogogłaszczki buduje dziewięć członów. Dziesięcioczłonowe owigery wyposażone są w silnie zaznaczony strigilis z licznymi, ząbkowanymi kolcami i pazurkiem końcowym. Cefalosoma po grzbietowej stronie ma umiarkowanej wysokości wzgórek oczny. Wyrostki boczne oddalone są od siebie na odległości mniejsze niż ich średnica. Każdy ma smukły guzek w części odsiebno-grzbietowej, a czasem także guzek w części odsiebno-bocznej. Segmenty tułowia mają uwydatnione krawędzie tylne. Długość odwłoka jest przeciętna. Na jego grzbietowej stronie znajduje się pólko przysadzistych kolców. Odnóża kroczne wyposażone są w długie, rurkowate kolce, niekiedy po bokach porośnięte drobnymi szczecinkami. Ósmy człon odnóży pozbawiony jest piętki, a na ostatnim nie występują pazurki dodatkowe.

## Taksonomia
Takson ten wprowadzony został w 1857 roku przez Jørgena M.C. Schiødte. Do rodzaju tego zalicza się 25 opisanych gatunków:
- Eurycyde acanthopus Stock, 1979
- Eurycyde antarctica Child, 1987
- Eurycyde arctica Child, 1995
- Eurycyde bamberi de Leon-Espinosa & de Leon-Gonzalez, 2015
- Eurycyde clitellaria Stock, 1955
- Eurycyde curvata Child, 1979
- Eurycyde depressa Child, 1995
- Eurycyde diacantha Stock, 1990
- Eurycyde flagella Nakamura & Chullasorn, 2000
- †Eurycyde golem Sabroux et al., 2019
- Eurycyde gorda Child, 1979
- Eurycyde hispida (Krøyer, 1844)
- Eurycyde kaiouti Sabroux, 2022
- Eurycyde longioculata Muller, 1990
- Eurycyde longisetosa Hilton, 1942
- Eurycyde muricata Child, 1995
- Eurycyde platyspina Stock, 1992
- Eurycyde raphiaster Loman, 1912
- Eurycyde sertula Child, 1991
- Eurycyde setosa Child, 1988
- Eurycyde spinosa Hilton, 1916
- Eurycyde unispina Stock, 1986